# بختیارویه
بختیارویه، روستایی در دهستان بنارویه بخش بنارویه شهرستان لارستان در استان فارس ایران است.

## جمعیت
بر پایه سرشماری عمومی نفوس و مسکن در سال ۱۳۹۵، جمعیت این روستا برابر با ۱۶۷ نفر (۵۰ خانوار) بوده است.